# Paul Pogba
Paul Labile Pogba (* 15. März 1993 in Lagny-sur-Marne) ist ein französischer Fußballspieler. Der Mittelfeldspieler wechselte bereits in der Jugend zu Manchester United und machte dort seine ersten Schritte im Profifußball. Sein Durchbruch erfolgte jedoch, nachdem er 2012 ablösefrei zu Juventus Turin gewechselt war. Dort wurde er u. a. in jedem Jahr italienischer Meister. Im August 2016 kehrte Pogba nach dem seinerzeit teuersten Transfer der Fußballgeschichte in Höhe von 105 Millionen Euro zu Manchester United zurück. In sechs Jahren gewann er die Europa League und den League Cup. Nach seinem Vertragsende kehrte der Franzose im Juli 2022 ablösefrei zu Juventus Turin zurück. Von September 2023 bis März 2025 war Pogba  aufgrund von Doping gesperrt. Währenddessen einigte er sich mit Juventus Turin auf eine Vertragsauflösung. Im Juli 2025 schloss er sich der AS Monaco an.
Pogba spielte von 2013 bis 2022 für die französische Nationalmannschaft, mit der er 2018 Weltmeister wurde.

## Karriere

### Verein

#### Jugend und Wechsel zu Manchester United
Paul Pogba wuchs als Sohn guineischer Eltern in Roissy-en-Brie, einer Gemeinde im Ballungsraum Paris in der Île-de-France, auf. Am 7. Oktober 2009 wechselte er vom AC Le Havre in die Jugend von Manchester United. Sein Debüt in der U-18 des englischen Rekordmeisters gab Pogba am 10. Oktober 2009. Im Februar 2011 wurde er in den Profikader von Manchester United berufen, in dem er die Rückennummer 42 erhielt, spielte aber weiterhin in der Akademie (U-18) und in der Reservemannschaft.

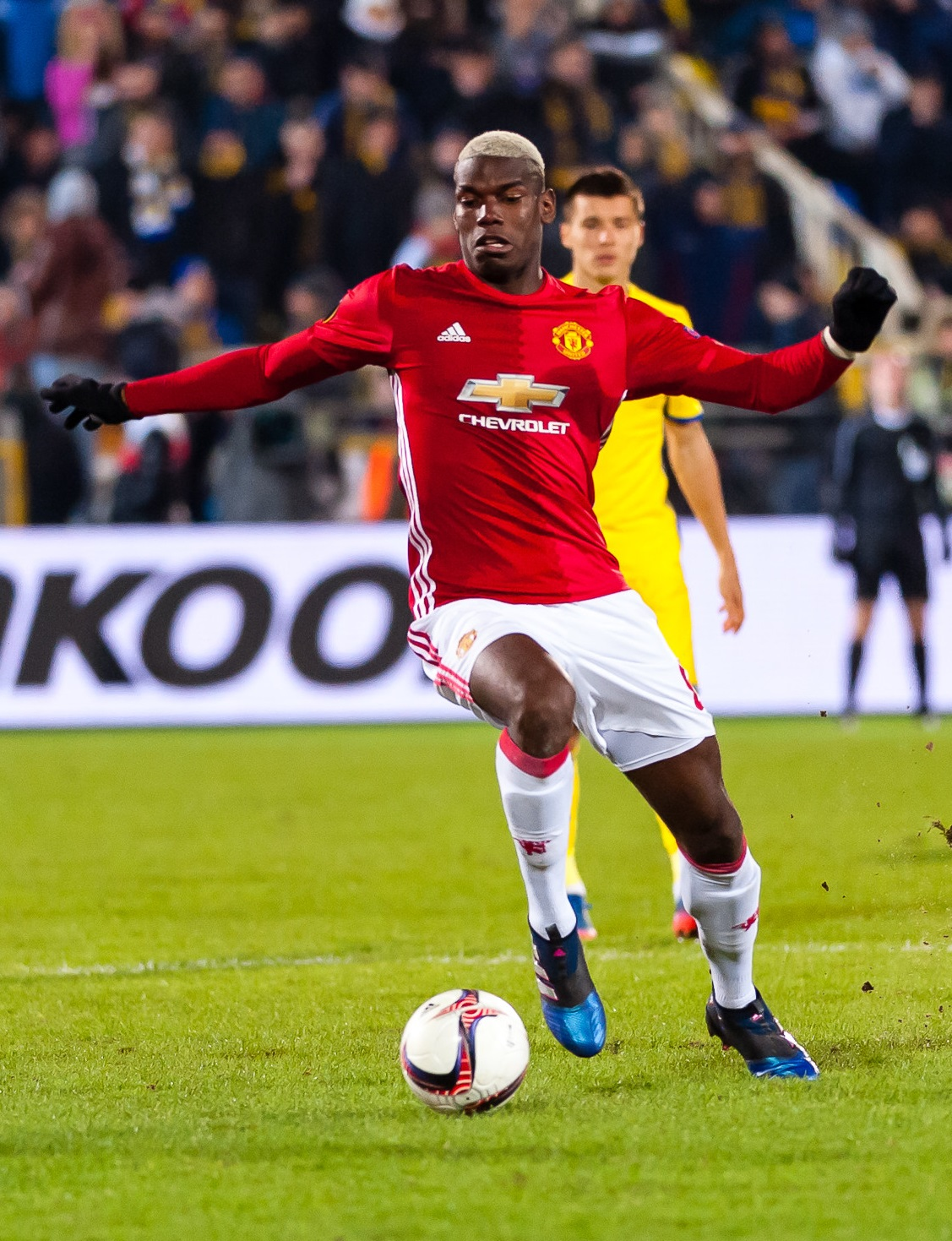
Pogba im Trikot von Manchester United 2017

Sein Debüt in der ersten Mannschaft gab Pogba in der dritten Runde des Carling Cup beim 3:0-Auswärtssieg über Leeds United am 20. September 2011, als er nach der Halbzeitpause für Ryan Giggs eingewechselt wurde. Am 31. Januar 2012 debütierte er gegen Stoke City in der Premier League. Nach der Saison verließ er den Verein ablösefrei.

#### Juventus Turin
Zur Saison 2012/13 schloss er sich dem italienischen Rekordmeister Juventus Turin an. Am 20. Oktober 2012 erzielte er nach seiner Einwechslung beim 2:0-Erfolg gegen die SSC Neapel sein erstes Tor für Juventus.

#### Erneuter Wechsel zu Manchester United
Zur Saison 2016/17 kehrte Pogba für eine Ablösesumme in Höhe von 105 Millionen Euro, die sich inklusive Bonuszahlungen um fünf Millionen Euro erhöhen kann, zu Manchester United zurück. Er erhielt bei den Red Devils einen bis zum 30. Juni 2021 datierten Fünfjahresvertrag mit einer Option auf eine weitere Spielzeit. Bei dem Transfer handelte es sich zu diesem Zeitpunkt um den teuersten der Fußballgeschichte. Ein Jahr später wurde Pogba in diesem Ranking von Neymar abgelöst, der für eine Ablösesumme in Höhe von 222 Mio. Euro vom FC Barcelona zu Paris Saint-Germain wechselte.
In seiner ersten Saison gewann er die UEFA Europa League. Er erzielte das 1:0 im Finale gegen Ajax Amsterdam, das Manchester mit 2:0 gewann. Ebenfalls 2017 gewann Manchester den Ligapokal. Dies blieben die einzigen Titel, die Pogba während seinen sechs Jahren in Manchester gewann. In der Liga dominierte in dieser Zeit vor allem Stadtrivale Manchester City.

#### Rückkehr zu Juventus Turin
Nach seinem Vertragsende kehrte Pogba zur Saison 2022/23 ablösefrei zu Juventus Turin zurück. Er unterschrieb einen Vertrag bis zum 30. Juni 2026.
Im September 2023 stellte die italienische Anti-Doping-Agentur bei Pogba nach einer Partie zwischen Juventus und Udinese Calcio einen erhöhten Testosteronwert bei einer positiven Dopingprobe fest und sperrte ihn am 11. September 2023 vorläufig (Training und Spiele). Die Untersuchung der B-Probe bestätigte ein erhöhtes Testosteron. Am 29. Februar 2024 wurde er vom italienischen Sportgericht für vier Jahre gesperrt. Pogba kündigte an, beim Internationalen Sportgerichtshof (CAS) gegen die Gerichtsentscheidung in Berufung zu gehen, und erklärte unter anderem, er habe „nie wissentlich oder absichtlich“ verbotene Nahrungsergänzungsmittel genommen und würde nie etwas tun, um seine Leistung „durch den Einsatz verbotener Substanzen zu verbessern“. Das CAS verringerte seine Sperre auf 18 Monate, wodurch er seit dem 11. März 2025 wieder spielberechtigt war; zwei Monate zuvor hätte er in das Mannschaftstraining einsteigen dürfen. Sein bis zum 30. Juni 2026 laufender Vertrag wurde in der Folge zum 30. November 2024 aufgelöst.

#### AS Monaco
Zur Saison 2025/26 schloss sich Pogba der AS Monaco an. Er unterschrieb einen Vertrag bis zum 30. Juni 2027.

### Nationalmannschaft

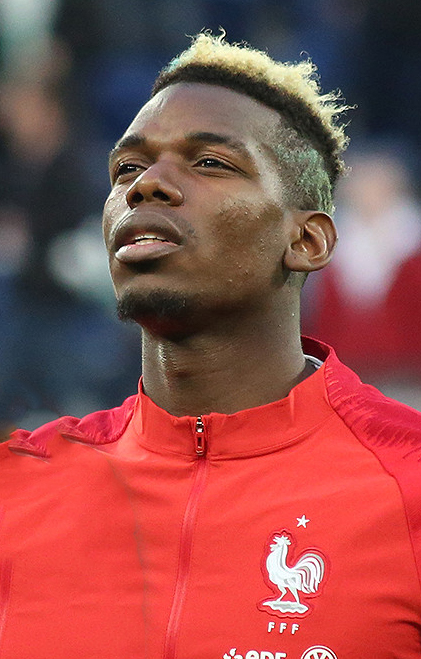
Pogba in der Nationalelf (2018)

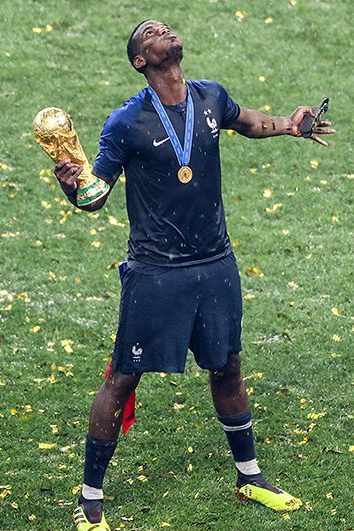
Pogba mit dem WM-Pokal (2018)

Pogba war französischer Juniorennationalspieler und stand am 6. September 2011 gegen die U-19-Auswahl Italiens zum ersten Mal für Frankreichs U-19-Mannschaft auf dem Platz. Sein Debüt in der A-Nationalelf gab er im März 2013 dann im WM-Qualifikationsspiel gegen Georgien, als Trainer Didier Deschamps ihn in der Startelf berücksichtigte. In seinem zweiten Match in diesem Kreis, vier Tage später gegen Spanien, handelte er sich in der 77. und 78. Minute zwei Verwarnungen und somit einen Platzverweis ein. Seine Nationalmannschaftskollegen nennen ihn „la pioche“, die Spitzhacke.
Im Juli 2013 gewann Pogba mit der französischen U-20-Auswahl unter Trainer Pierre Mankowski bei der U-20-Weltmeisterschaft in der Türkei den Titel und wurde zum besten Spieler des Turniers gewählt. Im Finale setzte sich seine Mannschaft gegen Uruguay mit 4:1 nach Elfmeterschießen durch. Im Achtelfinale der Weltmeisterschaft (WM) in Brasilien 2014 erzielte er das erste Tor im Spiel gegen Nigeria. Am Ende des Spiels wurde er zum Man of the Match gewählt. Außerdem wurde er am Ende des Turniers von der FIFA zum besten Nachwuchsspieler gewählt.
Für die Fußball-Europameisterschaft (EM) 2016 in Frankreich wurde er in das französische Aufgebot berufen und stand in allen Partien mit Ausnahme des zweiten Vorrundenspiels gegen Albanien in der Startelf. Im Viertelfinale gegen Island (5:2) erzielte er in der 19. Minute mit dem 2:0 sein einziges Turniertor.
Für die WM 2018 wurde Pogba erneut in das Aufgebot berufen und kam auf sechs Einsätze. Im Auftaktspiel gegen Australien erzielte er vermeintlich den 2:1-Siegtreffer für seine Mannschaft, der jedoch später als Eigentor von Aziz Behich, der seinen Schuss abgefälscht hatte, gewertet wurde. Am 15. Juli 2018 gewann er den Weltmeistertitel im Finale gegen Kroatien (4:2), wo er in der 59. Minute das zwischenzeitliche 3:1 erzielte.
Bei der EM 2021 gelangte er mit der französischen Auswahl bis ins Achtelfinale, wo man gegen die Schweiz im Elfmeterschießen ausschied. Bei der Weltmeisterschaft 2022 fehlte Pogba verletzungsbedingt.

## Titel und Auszeichnungen

### Nationalmannschaft
- Weltmeister: 2018
- UEFA-Nations-League-Sieger: 2021
- U-20-Weltmeister: 2013

### Vereine
International
- Europa-League-Sieger: 2017

Italien
- Meister (4): 2013, 2014, 2015, 2016
- Pokalsieger (2): 2015, 2016
- Supercupsieger (2): 2013, 2015

England
- Ligapokalsieger: 2017

### Auszeichnungen
- Golden Boy: 2013
- Goldener Ball der U-20-Weltmeisterschaft 2013
- Bester junger Spieler der Fußball-Weltmeisterschaft 2014
- Bester Nachwuchsspieler Europas (Trofeo Bravo): 2014
- Player of the Match im Spiel Frankreich – Nigeria bei der Weltmeisterschaft 2014
- Team des Jahres der Serie A: 2014, 2015, 2016
- FIFA FIFPro World XI: 2015
- UEFA Team of the Year: 2015
- ESM Team of the Season: 2015/16
- Premio Bulgarelli Number 8: 2016/17
- Spieler der Saison der UEFA Europa League: 2016/17[19]
- UEFA Europa League Squad of the Season: 2016/17
- PFA Team of the Year: 2018/19 (Premier League)